# Spirobolus uroceros
Spirobolus uroceros är en mångfotingart som beskrevs av Pocock 1892. Spirobolus uroceros ingår i släktet Spirobolus och familjen Spirobolidae. Inga underarter finns listade i Catalogue of Life.